# 額の堂
額の堂（がくのどう）は、戦国時代、陣営における設備の名称である。

## 概要
甲州流においては、哨舎を指した。タケ2本を中央で折りたわめ、地に差し込み、その上に渋紙を天幕のように張った。前線において哨兵の時、また大将の本陣を警衛する時、雨露をしのぐのに用いられた。
山鹿流においては、タケを編んだ骨組の上を渋紙で張り、以下、甲州流と同様である。
謙信流においては、武者詰所を指して、本陣の向こうに設け、前面には食い違いの土手を築き、左方を外面に張り出し、右方を内部に引き込ませ、堂の前後に透垣を作り、軍議の盗聴を防ぎ、壁上には軍中の法度書を掲げ、また太鼓、銅鑼などを掛けた。